# Anna Tieke

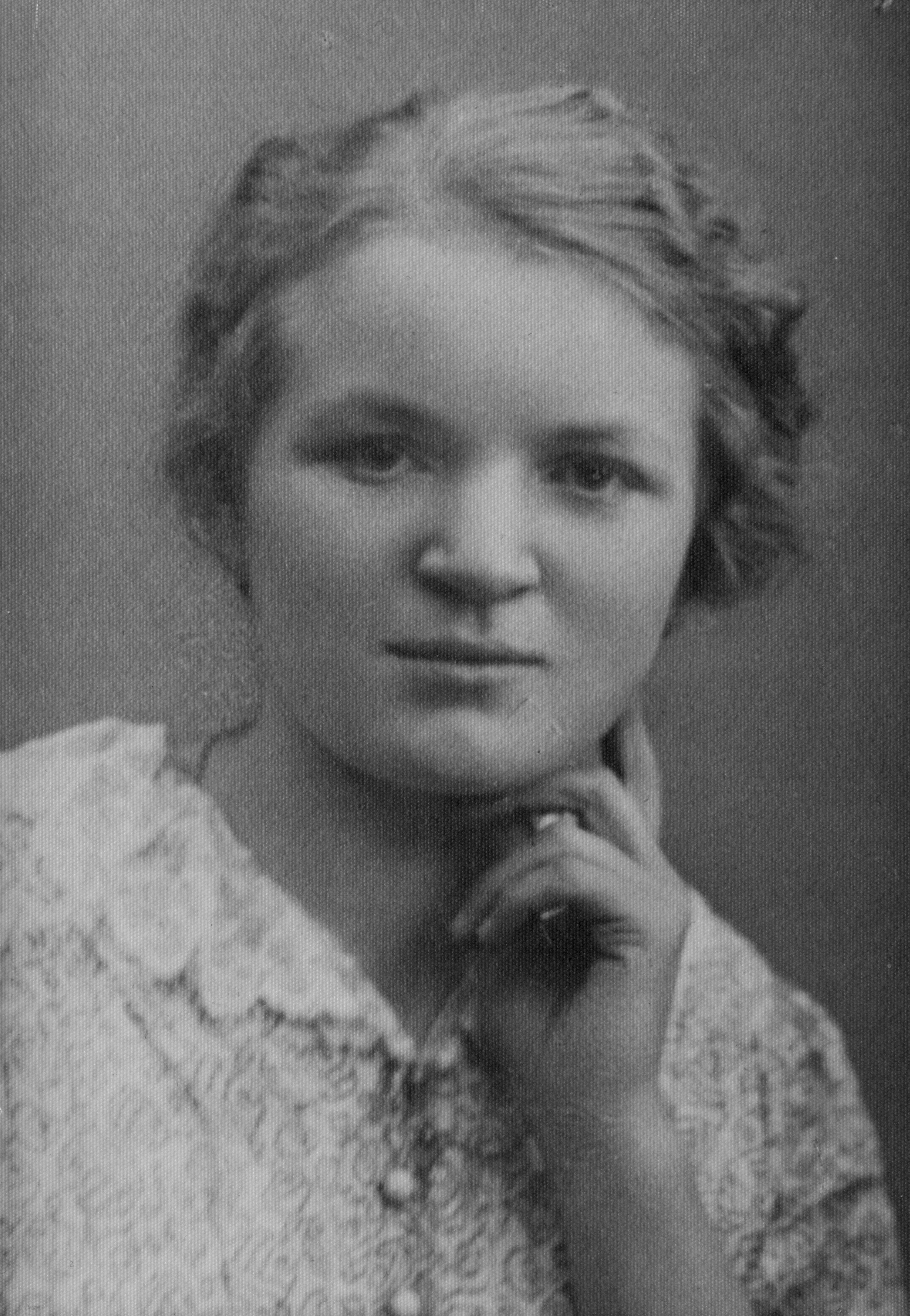
Anna Tieke (1919)

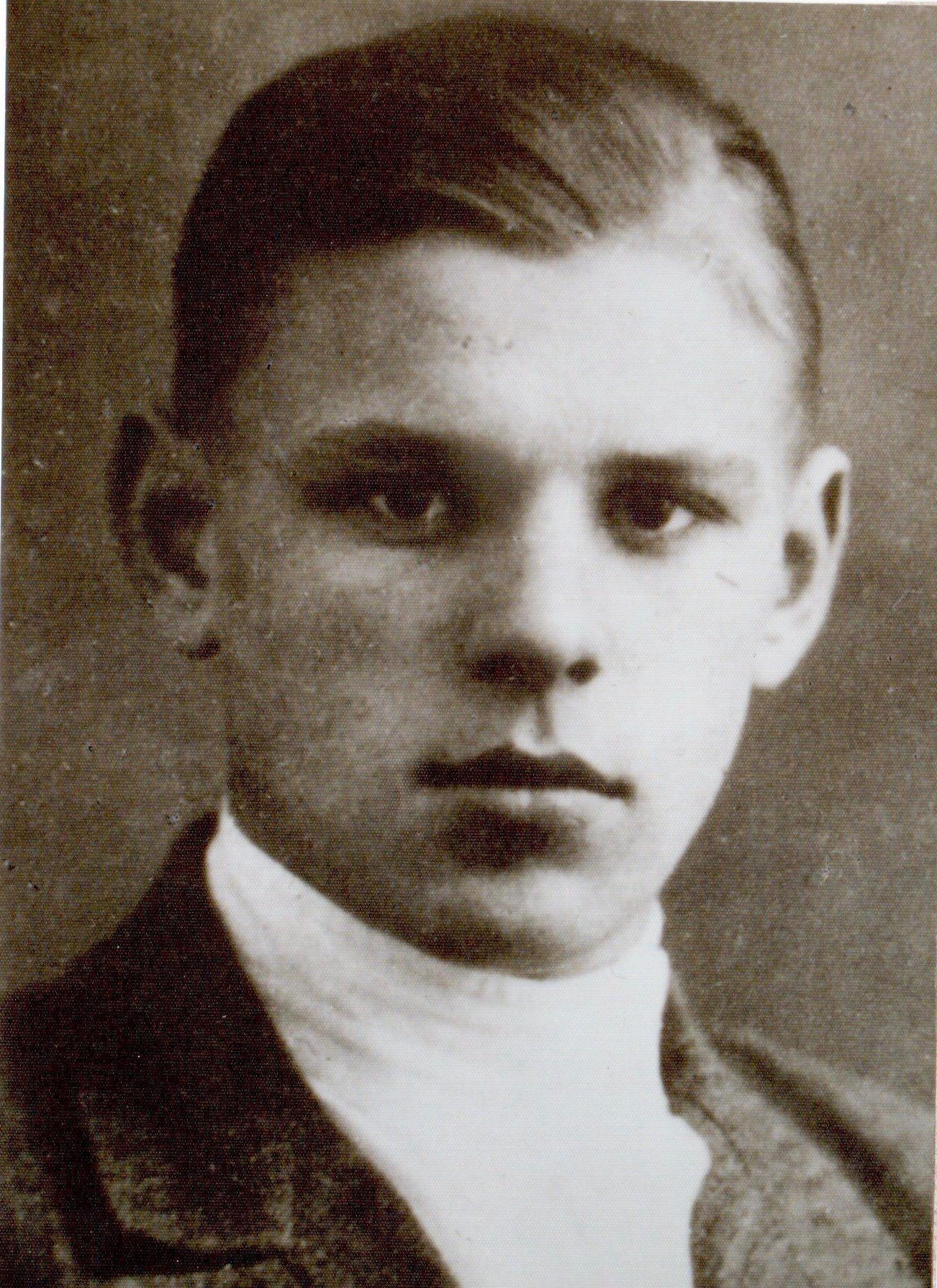
Rudolf Tieke jun. Leningrad 1936

Anna Tieke, geborene Wittenburg (* 11. November 1897 in Rixdorf; † 15. Januar 1938 in Leningrad, UdSSR), war eine deutsche Kommunistin, die Opfer der Stalinschen Säuberungen wurde.

## Leben
Sie erlernte den Beruf einer Koloristin. Politisch geprägt durch die Eltern, die aktive SPD- und später USPD-Mitglieder waren, und durch ihre ebenfalls politisch aktiven Brüder (Bruder Rudolf Wittenburg war ab 1933 aktiv im Widerstand gegen das Nazi-Regime), fand sie früh zur Arbeiterbewegung. Ab 1911 in der Arbeiterjugend organisiert, ab 1916 Mitglied der USPD, ab 1925 KPD. Sie war Mitglied im Roten Frauen- und Mädchenbund (RFMB) und im Einsatz für den AM-Apparat der KPD. Mit dem Dreher und Kommunisten Rudolf Tieke  verheiratet seit 1916, hatte sie drei Kinder (Rudolf * 1916, Günter * 1918 und Ursula * 1921). Die Familie lebte bis zu ihrer Ausreise in die Sowjetunion in Berlin-Baumschulenweg.
Im Oktober 1931 fuhr die Familie im Auftrag der KPD nach Moskau. Von dort aus nach Chosta (heute zugehörig zu Sotschi) im Kaukasus. Dort arbeiteten Anna und Rudolf Tieke in einer von deutschen Kommunisten betriebenen landwirtschaftlichen Kommune. Nach der Auflösung der Kommune kam die Familie 1935 nach Leningrad und wohnte in einem Gemeinschaftshaus für ausländische Arbeiter.
Im Zuge der sogenannten Deutschen Operation wurde der Ehemann Rudolf Tieke im September 1937 vom NKWD verhaftet, Anna Tieke und der älteste Sohn Rudolf Tieke im Oktober 1937. Alle drei beschuldigte man, Angehörige einer antisowjetischen Spionageorganisation zu sein. Am 21. Oktober 1937 erkannte das Reichsministerium des Innern allen Familienmitglieder wegen schwerer Verletzung der Treuepflicht gegen Volk und Staat, zur Verhinderung der Rückkehr nach Deutschland und zum Schutz der deutschen Volksgemeinschaft die deutschen Staatsangehörigkeit ab. Am 1. Dezember 1937 erfolgte wegen ihrer Verhaftung der Parteiausschluss von Anna und Rudolf Tieke durch einen formalen Akt des Politbüros des ZK der KPD. Am 10. Januar 1938 wurden Anna Tieke und ihr Sohn Rudolf nach den Artikeln 58-6 und 58-11 des Strafgesetzbuches der RSFSR zum Tod durch Erschießen verurteilt. Das Urteil wurde am 15. Januar 1938 in Leningrad vollstreckt. Wahrscheinlich verscharrte man sie mit 93 weiteren Personen, die mit ihnen gemeinsam an diesem Tag erschossen wurden, in einem Waldstück in der Siedlung Lewaschowo bei Leningrad in einem Massengrab.

## Familie
Rudolf Tieke sen., dessen von den Sowjetbehörden beabsichtigte Ausweisung nach Deutschland durch den Verlust der deutschen Staatsbürgerschaft nicht realisiert werden konnte, wurde 1940 zu 8 Jahren Arbeitslager im Archangelsker Gebiet verurteilt. Nach Verbüßung der Haftzeit wurde er nach Sibirien verbannt, dort im Oktober 1949 erneut verhaftet und „auf ewig“ ins Krasnojarsker Gebiet verbannt. Sohn Günter Tieke wurde 1942 in die Arbeitsarmee rekrutiert und nach Beendigung des Krieges nach Baschkirien verbannt. Tochter Ursula Tieke wurde 1942 nach Karaganda (Kasachstan) verbannt. Sie heiratet dort 1950 einen jüdischen Emigranten und ehemaligen GULAG-Häftling. 1956 erhielten Rudolf Tieke und seine Tochter Ursula mit Ehemann und zwei Kindern die Genehmigung für eine Ausreise nach Ost-Berlin. Sohn Günter blieb mit Ehefrau und drei Töchtern in der Sowjetunion.

## Gedenken

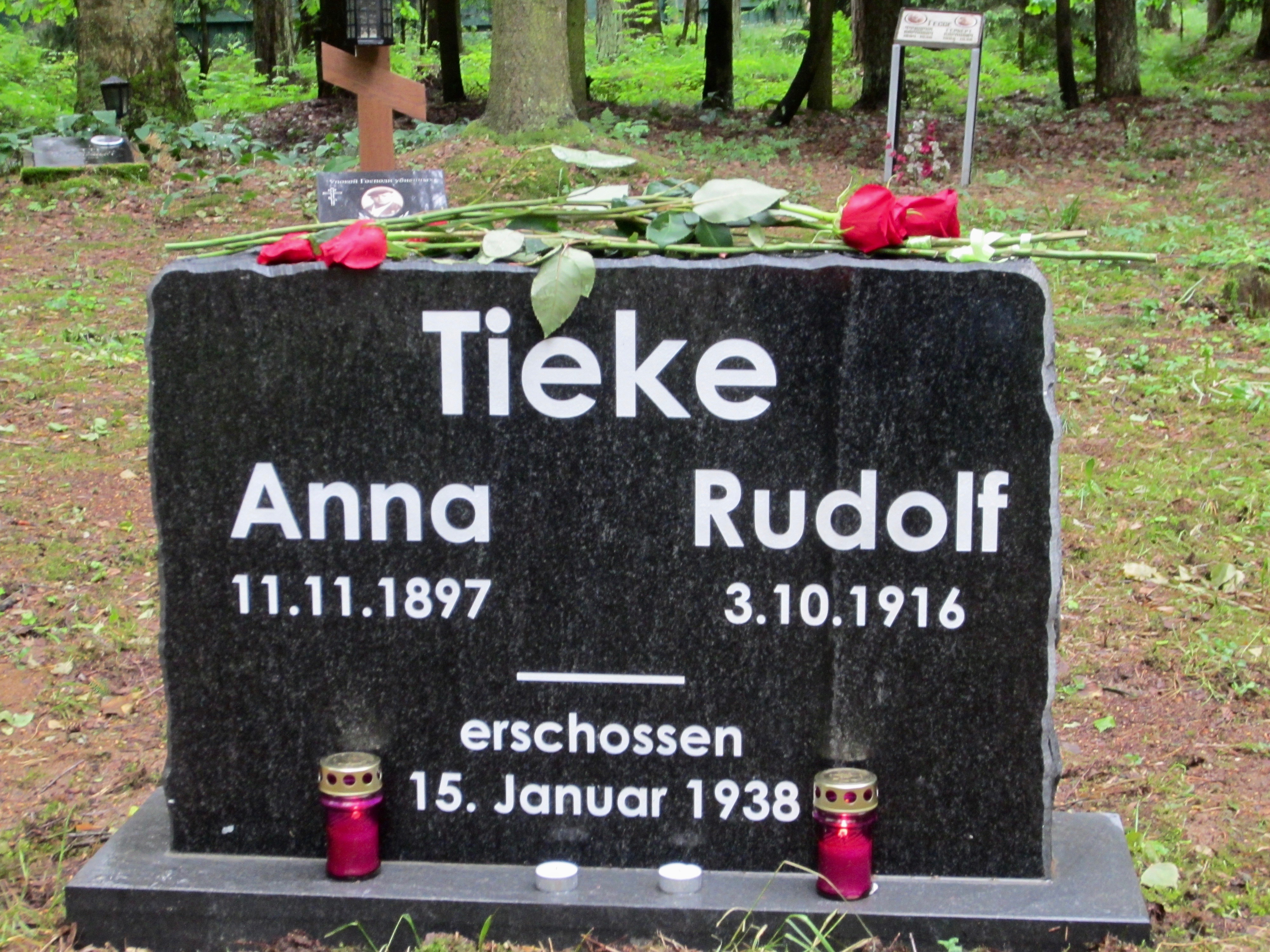
Gedenkstein von der Familie in Lewaschowo

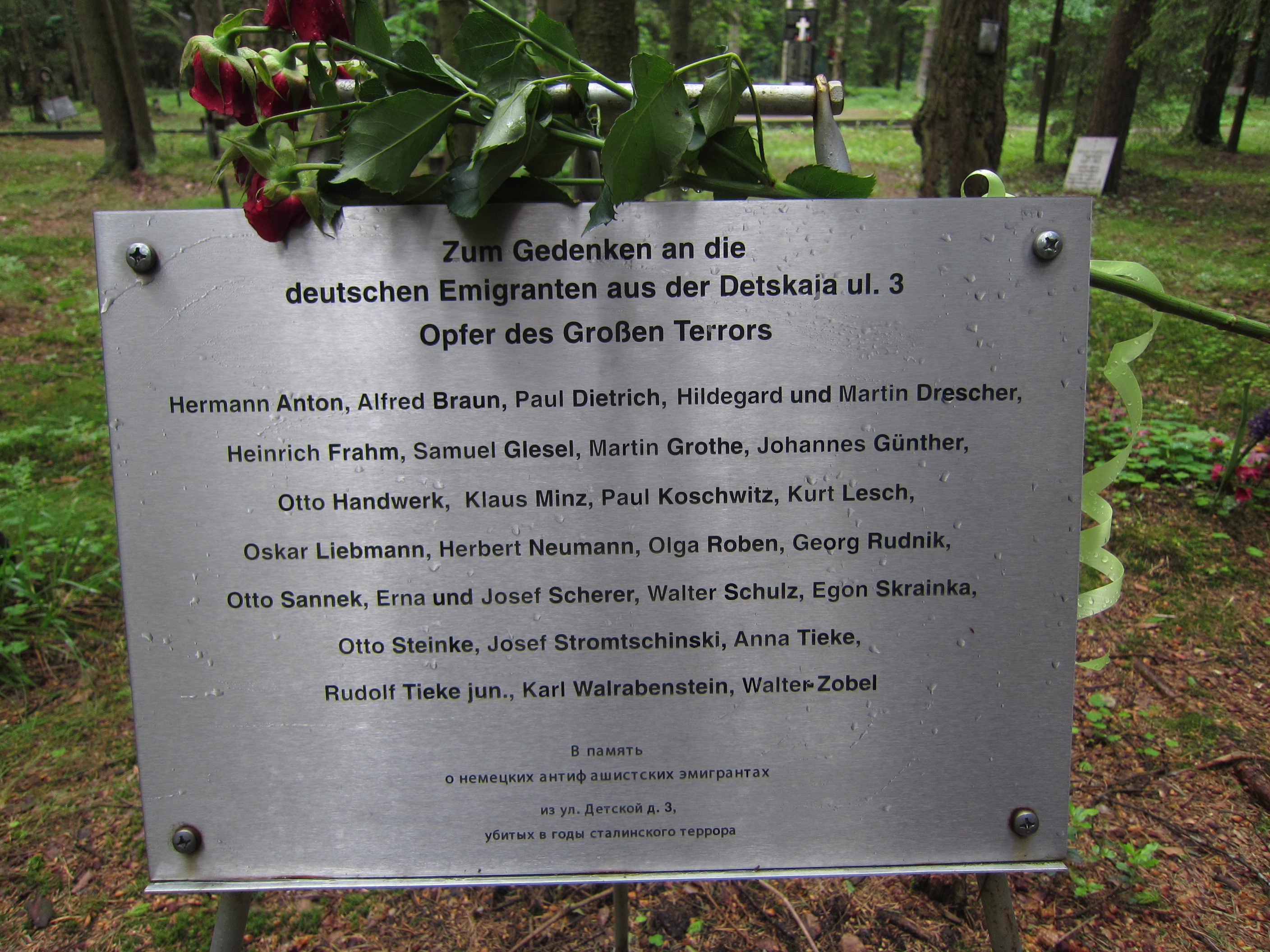
Gedenktafel für die deutschen Emigranten aus der Detskaja Ul. 3, Opfer des großen Terrors, aufgestellt in Lewaschowo 2011

Anna Tieke und ihr Sohn Rudolf wurden am 15. Januar 1958 auf Beschluss des Militärtribunals des Leningrader Gebiets postum und nicht öffentlich rehabilitiert. Erst im Jahr 1992 erfuhr Tochter Ursula die Wahrheit über das Schicksal von Mutter und Bruder. In dem Waldstück in Lewaschowo mit den Massengräbern brachte sie eine Gedenktafel für ihre Mutter und ihren Bruder an. 2022 wurde eine Tafel für Anna und Rudiolf Tieke jun. und weitere Mitbewohner des Gemeinschaftshauses für ausländische Arbeiter in Lewaschowo aufgestellt.
Auf dem nunmehr offiziellen Friedhof Lewaschowo stellte die Familie 2015 einen Gedenkstein für Anna und Rudolf Tieke jun. auf. In der Familie werden die Originalbriefe, die Anna Tieke von 1931 bis zu ihrer Verhaftung 1937 an ihre Eltern nach Berlin schrieb, aufbewahrt. Sie bildeten die Grundlage der umfassenden Darstellung der Familiengeschichte, die die Enkeltochter Anna Tiekes 2016 im Dietz Verlag veröffentlicht hat: »…verhaftet und erschossen« Eine Familie zwischen Stalins Terror und Hitlers Krieg.

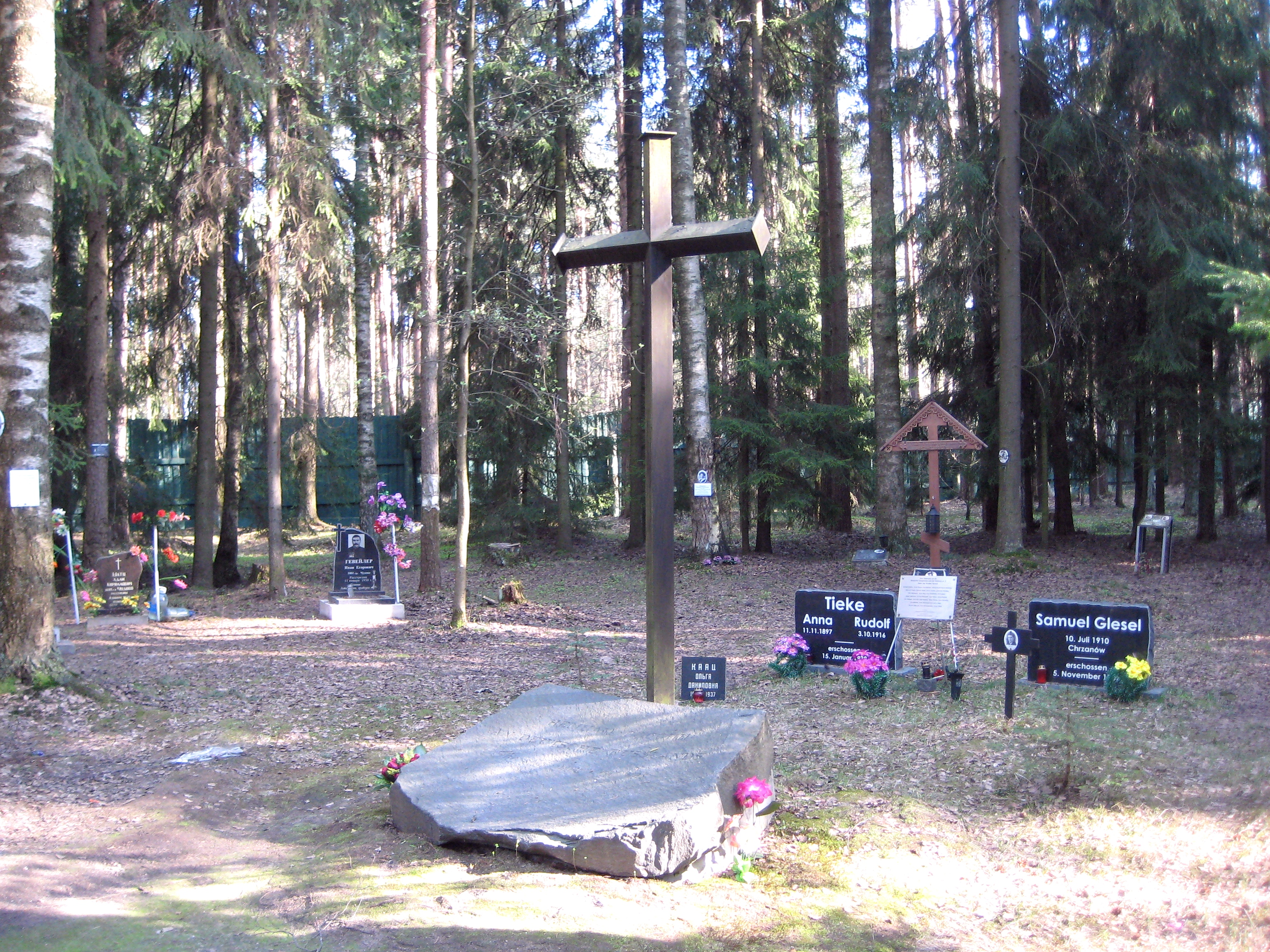
Gedenkstätte für deutsche Opfer des Stalinismus auf dem Lewaschowo-Gedenkfriedhof, darunter Gedenkstein für Anna und Rudolf Tieke